# Centronycteris centralis
Centronycteris centralis är en art i familjen frisvansade fladdermöss som förekommer i Central- och Sydamerika. Populationen listades tidvis som underart eller synonym till Centronycteris maximiliani men sedan 1998 godkänns den som art.

## Utseende
Några individer från Costa Rica hade en absolut längd av 70 till 93 mm, inklusive en 20 till 40 mm lång svans. Deras vikt var 5 till 6 g. Artens rufsiga päls är huvudsakligen gulaktig. Det förekommer långa öron som liknar en skära i formen och ett rosa ansikte. Flygmembranen är däremot svart. Den del av flygmembranen som ligger mellan bakbenen är lång och delvis täckt med hår.

## Utbredning och habitat
Fladdermusens utbredningsområde sträcker sig från södra Mexiko till södra Peru. Enstaka individer har påträffats i Bolivia. Arten lever främst i låglandet och i kulliga områden upp till 500 meter över havet. Habitatet utgörs av ursprungliga regnskogar, av lövfällande skogar och i viss mån av återskapade skogar. I sällsynta fall når arten 1450 meter över havet.

## Ekologi
Individerna vilar i trädens håligheter och under trädstubbar. De börjar jakten på flygande insekter sent på kvällen. Enligt olika iakttagelser flyger de flera gånger över samma område. Dräktiga honor dokumenterades under olika månader beroende på utbredning. Centronycteris centralis fångar insekterna med hjälp av flygmembranen. Individer som hölls i handen ger ifrån ett morrande läte med öppen mun och flera kvittrande varningsrop.